# HMS C14
HMS C14 – brytyjski okręt podwodny typu C. Zbudowany w latach 1906–1907 w Vickers w Barrow-in-Furness. Okręt został wodowany 7 grudnia 1907 roku i rozpoczął służbę w Royal Navy 13 marca 1908 roku. 
10 grudnia 1913 roku C14 zatonął po zderzeniu z barką Hopper No 27 w zatoce Plymouth Sound. Nikt nie zginął. Okręt został wydobyty i ponownie wcielony do służby.
W 1914 roku C14 stacjonował w Devonport przydzielony do Dziesiątej Flotylli Okrętów Podwodnych  (10th Submarine Flotilla) pod dowództwem LCdr. George’a W. E. Napera. 
Okręt został sprzedany 12 sierpnia 1921 roku i zezłomowany.